# Abisara baucis
Abisara baucis är en fjärilsart som beskrevs av Dru Drury 1782. Abisara baucis ingår i släktet Abisara och familjen Riodinidae. Inga underarter finns listade i Catalogue of Life.